# Johann Hektor von Klettenberg
Johann Hektor von Klettenberg (* 1684 in Frankfurt am Main; † 1. März 1720 auf der Festung Königstein) war ein deutscher Alchemist.
Klettenberg stammte aus einer angesehenen Frankfurter Familie und war Freiherr. Er musste 1707 aus Frankfurt nach einem Duell, bei dem ein anderer Adliger getötet wurde, fliehen. Danach lebte er als Hochstapler, der behauptete, Gold machen zu können, und trat am Hof von Sachsen-Weimar als Baron von Wildeck auf, war aber selbst weder Baron noch Offizier. Weimar musste er nach der Entlarvung fluchtartig verlassen und ging an den Hof von August dem Starken, dem er ebenfalls versprach, Gold zu machen und hohe Summen erhielt. Außerdem machte der König ihn zum Kreishauptmann von Senftenberg. Als die Schulden beim König 1715 auf 24.000 Taler stiegen, ohne dass Ergebnisse vorhanden waren, ließ dieser ihn in Hohnstein einkerkern. Er war dort für zwei Jahre und ab dem 18. März auf der Festung Königstein inhaftiert. Nach zwei Fluchtversuchen und einem Auslieferungsantrag aus Frankfurt wegen der als Mord gewerteten Tötung des gegnerischen Duellanten wurde er 1720 enthauptet. Am Ort der Hinrichtung auf der Königsnase ist noch ein Gedenkstein erhalten.
Seine Nichte Susanne von Klettenberg hatte einen pietistischen Zirkel in Frankfurt, in dem sie unter anderem mit Johann Wolfgang von Goethe Alchemie studierte.
Eine Schrift Alchymia denudata von 1716 kann ihm nicht sicher zugeschrieben werden.